# Charlie Hebdo
Charlie Hebdo (Aussprache [ʃaʁli ɛbˈdo]) ist eine französische Satirezeitschrift. Sie wurde zunächst von 1970 bis 1981 publiziert und erscheint seit 1992 wieder mit einer regulären, wöchentlichen Druckauflage von rund 60.000 Exemplaren in Paris.
Der Name „Charlie“ stammt von der Comicfigur Charlie Brown von den „Peanuts“ und verweist auf die Ursprünge der Zeitschrift im Bereich der Comic-Magazine bzw. Präsident Charles de Gaulle, „Hebdo“ ist die im Französischen geläufige Abkürzung für hebdomadaire (deutsch: Wochenzeitschrift, Wochenblatt).
Charlie Hebdo wird in Übereinstimmung mit ihrem Selbstverständnis dem politisch linken Spektrum zugeordnet. Eine anfänglich linksradikale Orientierung wurde aufgegeben und man bewegte sich bei vielen Themen in die politische Mitte. Der das Profil prägende scharfe Laizismus und Antiklerikalismus wurde beibehalten. Die Zeitschrift wurde unzählige Male – zumeist erfolglos – von rechtsextremen Politikern, Journalisten und religiösen Organisationen verklagt.
Bei einem Terroranschlag auf das Redaktionsbüro von Charlie Hebdo am 7. Januar 2015 wurden zwölf Menschen, darunter fünf prominente Karikaturisten aus dem Redaktionsteam der Zeitschrift, einschließlich der Herausgeber, und somit ein Großteil der Redaktion ermordet.

## Geschichte

### Anfänge

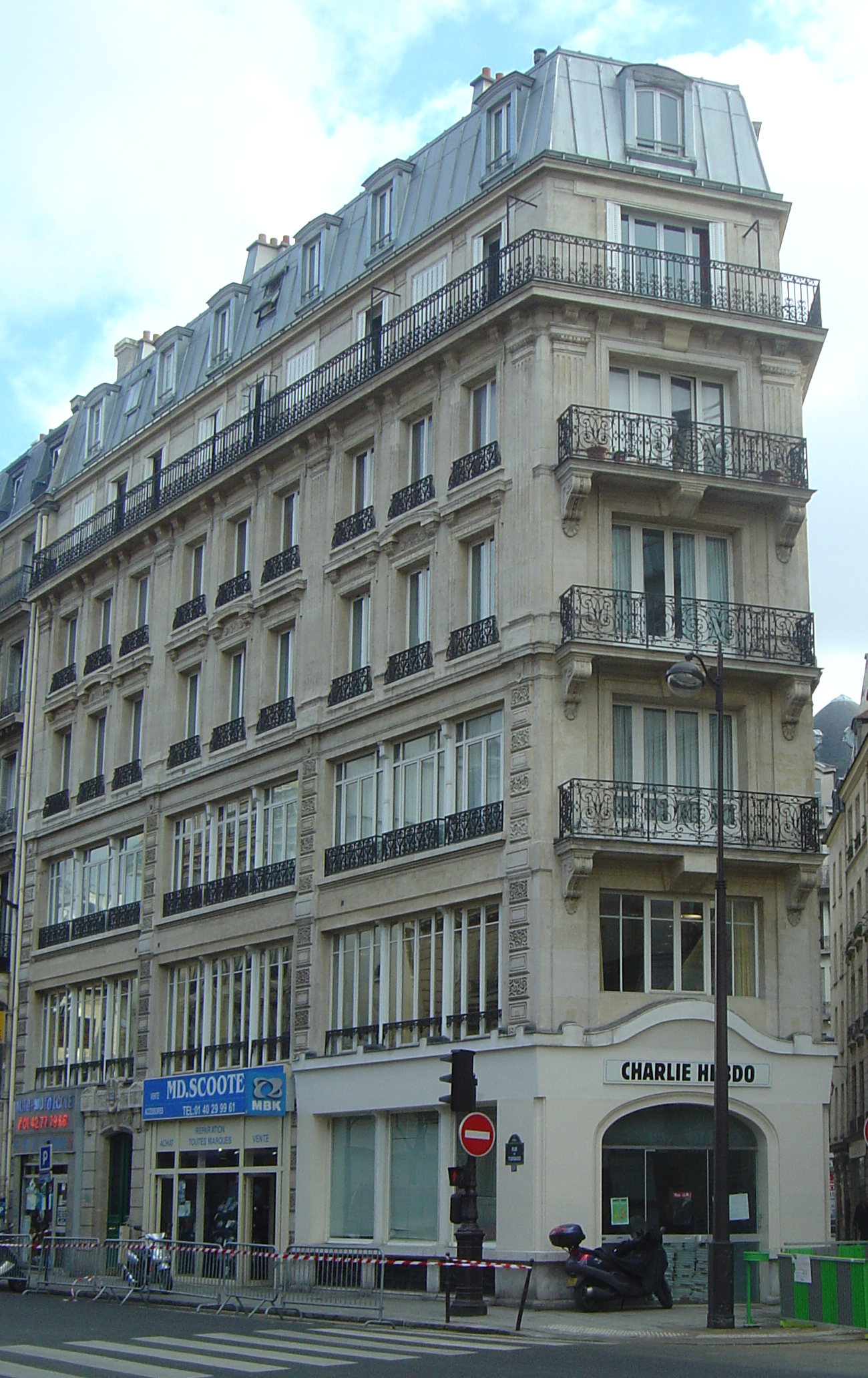
Ehemaliger Sitz von Charlie Hebdo an der Rue Turbigo in Paris

Die Vorgängerzeitschrift von Charlie Hebdo, das Wochenmagazin L’hebdo Hara-Kiri, ging 1969 aus dem seit 1960 monatlich erscheinenden anarchistischen Magazin Hara-Kiri hervor, das zeitweilig verboten war; einer der Gründer war François Cavanna. 1986 wurde das Monatsmagazin Hara-Kiri aus Mangel an Lesern eingestellt. Nachdem 1970 die parallel zu Hara-Kiri erscheinende, wöchentliche Ausgabe L’hebdo Hara-Kiri verboten wurde, gründeten die ursprünglichen Mitarbeiter von Hara-Kiri das Wochenmagazin Charlie Hebdo, dessen Name an das Monatsmagazin Charlie mensuel angelehnt war.
Wegen fehlender Finanzierung wurde die wöchentliche Ausgabe 1981 nach dem Erscheinen der Nummer 580 eingestellt.

### Wiederbelebung
1992 wurde die Redaktion von Charlie Hebdo von einigen ehemaligen Mitarbeitern wiederbelebt und die Satirezeitschrift nach Le Canard enchaîné bald die zweitbedeutendste in Frankreich. Die linke Satirezeitschrift zeigte dabei zunächst ein kritisches und radikales Profil, die Auflage erreichte teilweise bis zu 90.000 Exemplare. 1995 initiierte man eine „Petition zum Verbot des Front National“, die insgesamt 150.000 Menschen unterschrieben. Im selben Jahr wurden die rechtskonservativen, katholischen Abtreibungsgegner der commandos anti-IVG („Kommandos gegen freiwilligen Schwangerschaftsabbruch“) zur Zielscheibe des ehemaligen Chefredakteurs Philippe Val. Er kündigte an, seinerseits Anti-Gott-Kommandos aufzustellen. Im Anschluss an eine Fernsehsendung, in der er dies äußerte, wurde er verprügelt.
Ende der 1990er Jahre folgte ein Streit über die Ausrichtung des Magazins, der 1999 eskalierte. Anlass waren die Annäherung eines Teils der Redaktion unter Führung von Philippe Val an die französischen Grünen und deren damaligen Spitzenkandidaten für die Europawahl 1999, Daniel Cohn-Bendit, und Vals positive Haltung zum Kosovokrieg. Als Folge verließen zwei profilierte Redakteure die Zeitschrift, die Auflage fiel in dieser Zeit von 70.000 auf unter 60.000 Exemplare. Ein im Frühjahr von Val durchgeführter Relaunch reduzierte schließlich den Textanteil zugunsten der Zeichnungen und setzte den Weg in die politische Mitte fort.

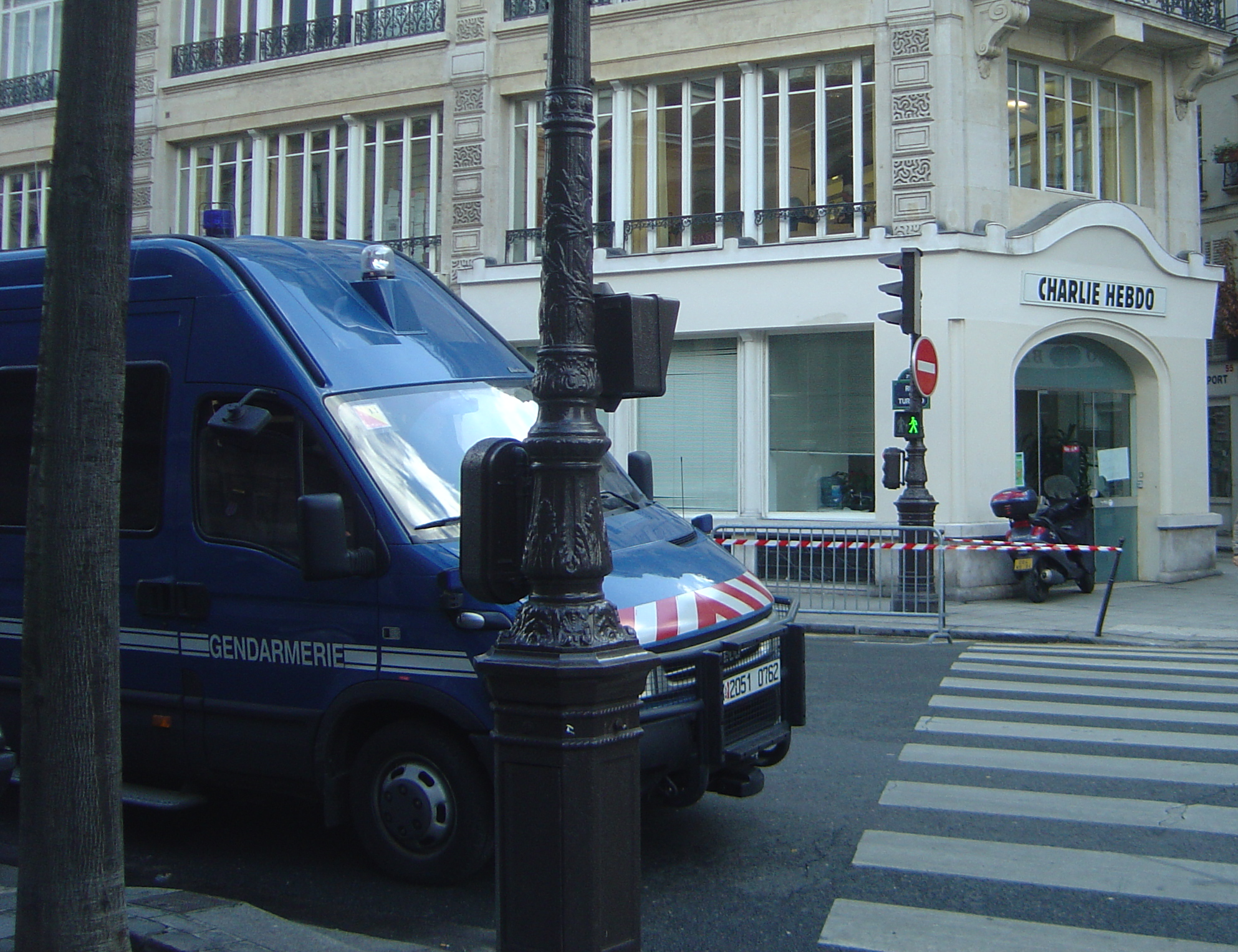
Die Gendarmerie überwacht das Redaktionsgebäude von Charlie Hebdo infolge der Veröffentlichung der Mohammed-Karikaturen (2006)

Charlie Hebdo gehörte 2006 zu den wenigen Zeitschriften, welche die Mohammed-Karikaturen aus der dänischen Jyllands-Posten nachdruckten, erweitert um eigene Karikaturen über Muslime. Das Redaktionsgebäude wurde daraufhin von der Gendarmerie bewacht. Der Dachverband französischer Muslime Conseil français du culte musulman (CFCM) reichte Klage gegen Charlie Hebdo ein. 2007 sprach das zuständige Pariser Gericht die Zeitschrift vom Vorwurf der Beleidigung frei.
Am 1. März 2006 veröffentlichte Charlie Hebdo das Manifest der 12, in dem sich zwölf überwiegend aus dem islamischen Kulturkreis stammende Intellektuelle gegen den Islamismus als neue, weltweite, totalitäre Bedrohung aussprachen. Zu den Unterzeichnern gehörte neben Ayaan Hirsi Ali, Salman Rushdie und neun weiteren Personen auch der damalige Directeur von Redaktion und Verlag Philippe Val.
2008 wurde der Zeichner und Kolumnist Maurice Albert Sinet („Siné“) entlassen. Er hatte gegen Jean Sarkozy und mittelbar auch dessen Verlobte Jessica Sebaoun polemisiert, wodurch Charlie Hebdo u. a. durch LICRA Anschuldigungen des angeblichen Antisemitismus ausgesetzt war. Sinet verweigerte daraufhin die von Philippe Val eingeforderte öffentliche Entschuldigung. Später wurden ihm wegen seiner Entlassung gerichtlich 90.000 Euro Entschädigung von Charlie Hebdo zugesprochen. Auch den Antisemitismus-Prozess gegen die LICRA gewann er.
2010 gewann das Blatt einen Rechtsstreit gegen die ultrakonservative, katholische Organisation „Allgemeine Allianz gegen Rassismus und für Respekt der französischen und christlichen Identität“ (Agrif). Diese hatte geklagt, weil in einem Artikel zum Papstbesuch in Frankreich 2008 das Jesuswort „Lasset die Kinder zu mir kommen“ in einen pädophilen Kontext gerückt worden sei. Die katholische Kirche führte insgesamt bereits 14 Prozesse gegen die Zeitschrift, die sie alle verlor.

### Brandanschlag 2011

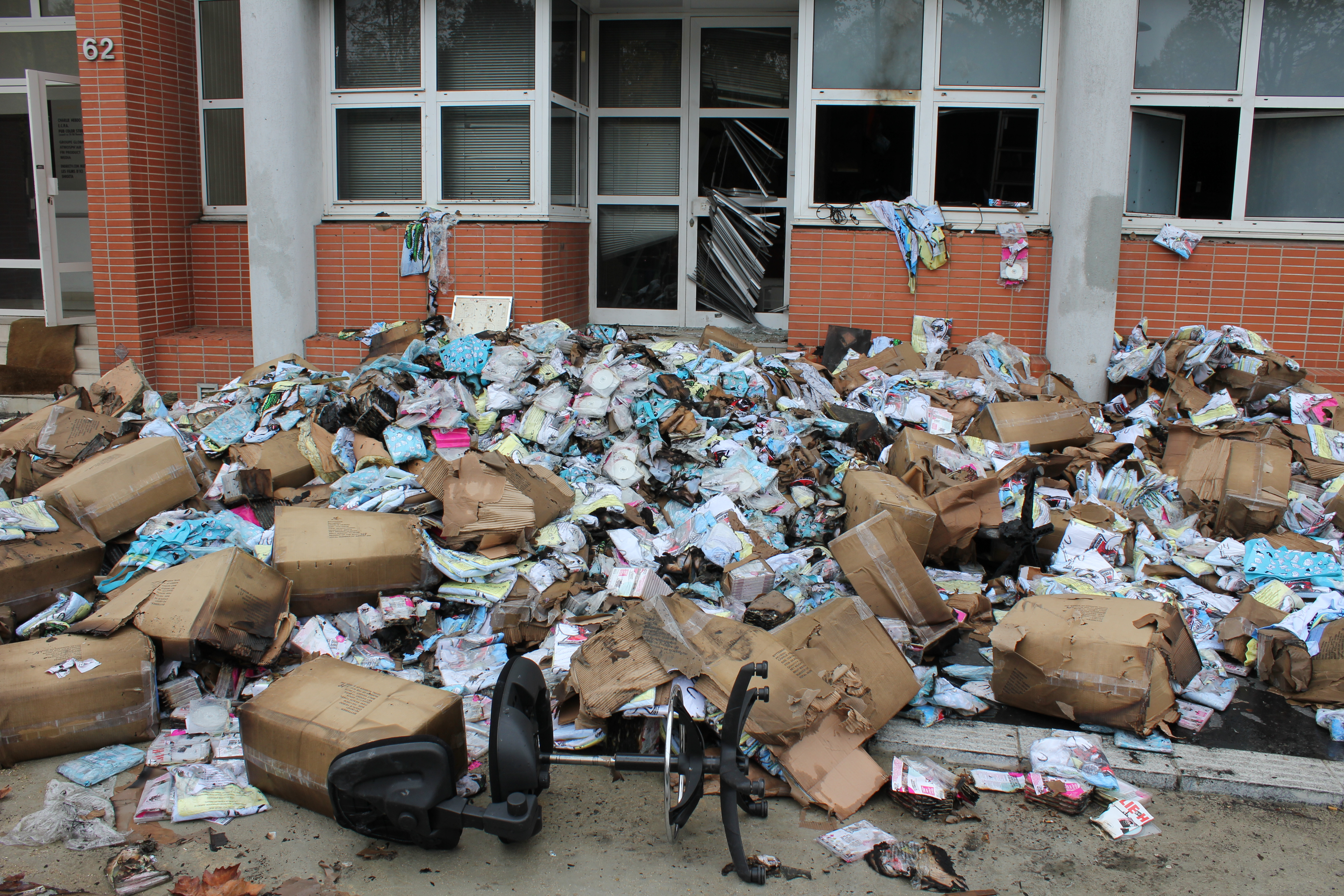
Überreste nach dem Brandanschlag 2011

Am 2. November 2011 wurde auf die erst im April 2011 neu bezogenen Redaktionsräume des Magazins am Boulevard Davout in Paris ein Brandanschlag verübt. Der Anschlag stand Medienberichten zufolge in Verbindung mit dem Abdruck einer Karikatur Mohammeds auf der Titelseite der aktuellen Ausgabe. Zudem wurde die Internetseite des Satiremagazins gehackt. Statt der Titelseite der damals neuen Ausgabe war dort einige Stunden lang ein Bild der Moschee im saudi-arabischen Pilgerort Mekka während des Haddsch zu sehen, mit der in türkischer und englischer Sprache verfassten Botschaft: „Unter dem Deckmantel der Pressefreiheit greift ihr mit euren gehässigen Karikaturen den großen Propheten des Islam an. Der Fluch Gottes soll euch treffen. Wir werden in der virtuellen Welt euer Fluch sein. Es gibt keinen Gott außer Allah und Mohammed ist sein Prophet.“ Eine türkische Hackergruppe, die sich „Akıncılar“ (Sturmreiter des Osmanischen Reichs) nennt, sandte ein Bekennerschreiben an die französische Wochenzeitung Nouvel Observateur, gab aber an, mit dem Brandanschlag nichts zu tun zu haben.
Der unter seinem Künstlernamen Charb auftretende Chefredakteur Stéphane Charbonnier sprach auch von Droh-Mails vor dem Erscheinungstermin, die die Redaktion erhalten habe. Man hatte aufgrund des Erfolges der Islamisten (Ennahda) bei den ersten freien Wahlen in Tunesien (23. Oktober 2011) ein Sonderheft angekündigt: In Anspielung auf die Scharia wurde es Charia Hebdo genannt, als Gast-Chefredakteur war scherzhaft Mohammed auserkoren und von dem Zeichner Luz als Karikatur auf der Titelseite abgebildet worden mit den Worten: „100 coups de fouet, si vous n’êtes pas morts de rire!“ („100 Peitschenhiebe, wenn Sie sich nicht totlachen!“). Der Chefredakteur betonte, dass niemand das Scharia-Sonderheft vor dem Brandanschlag gelesen haben konnte, da es erst Stunden später in den Handel kam, doch war die Titelseite schon zuvor im Internet sichtbar. Charbonnier bat nach dem Anschlag in einem Video vor den Trümmern um finanzielle Unterstützung. Publizistisch antwortete Charlie Hebdo mit einer auf den Titel der folgenden Ausgabe gesetzten Karikatur des Zeichners Luz, die einen Moslem mit Takke und einen Karikaturisten der Zeitschrift mit Charlie Hebdo-T-Shirt bei einem Zungenkuss unter der Titelzeile „L’amour plus fort que la haine“ („Die Liebe ist stärker als der Hass“) zeigte.
Bei dem Anschlag wurde niemand verletzt, doch der durch Brand und Löscharbeiten entstandene Schaden war beträchtlich: Büroräume auf zwei Stockwerken, sämtliches Equipment, das Layout- und das Computer-System wurden komplett zerstört, die Website ging offline. Die Zeitung Libération zeigte sich solidarisch, stellte der Redaktion von Charlie Hebdo ihre Räumlichkeiten zur Verfügung und widmete dem Magazin eine Spezialausgabe. Die Hackergruppe „Akincilar“ drohte Libération daraufhin mit weiteren Cyberattacken. Der belgische Internetprovider Host Bluevision wollte die Website wegen der Morddrohungen nicht mehr online stellen. Auch die Facebookseite der Zeitschrift wurde nach zahlreichen Drohungen aus dem radikalislamischen Umfeld mit der Begründung, Charlie Hebdo sei keine Person, vom Netz genommen. Die Redaktion von Charlie Hebdo arbeitete etwa zwei Monate lang unter dem Dach der Libération und zog dann in ein Gebäude in der Rue Serpollet in Paris.
Die französische Öffentlichkeit reagierte mit einer großen Welle der Solidarität. Presseverbände, der Dachverband der französischen Muslime CFCM und Politiker verurteilten den Anschlag. Der Präsident des CFCM, Mohammed Moussaoui, kommentierte die Anschläge: „Wenn es sich um einen kriminellen Anschlag handelt, verurteilen wir diesen entschieden“, und stellte weiter fest, dass die Tatsache, den Propheten zu karikieren, eine Beleidigung für die Muslime darstelle. Die Karikaturen von Charlie Hebdo hätten für ihn aber keine vergleichbare Bedeutung mit den Karikaturen von 2006. Der Premierminister François Fillon verurteilte in einem Kommuniqué noch am selben Tag „den Angriff auf die Meinungsfreiheit“.

### Mohammed-Karikaturen 2012 und 2013
Am 19. September 2012 veröffentlichte Charlie Hebdo neue Mohammed-Karikaturen. Die Karikaturen erschienen zu einem Zeitpunkt, als die Stimmung in muslimischen Ländern aufgeheizt war. Im Internet kursierende Ausschnitte aus dem islamfeindlichen Film Innocence of Muslims hatten in den Tagen zuvor wütende und blutige Proteste in den islamischen Ländern Libyen, Tunesien, Sudan und dem Jemen sowie auch in Frankreich ausgelöst, begleitet von einem bewaffneten Angriff auf das US-Konsulat in Bengasi (Libyen) am 11. September 2012. Bei den Protesten und dem Angriff wurden mindestens 15 Menschen getötet, darunter der US-Botschafter in Libyen, J. Christopher Stevens, und drei weitere Mitarbeiter der Botschaft.
Das Magazin verteidigte die Veröffentlichung der Karikaturen am Tag zuvor und verwies auf die Rede- und Pressefreiheit. Der Chefredakteur Stéphane Charbonnier sagte, sie seien nicht provozierender als gewöhnlich, und betonte, dass in einer Demokratie auch Satire über Religionen möglich sein müsse. Der Radiosender France Inter zitierte Charbonnier: „Wir veröffentlichen Karikaturen über jeden und alles jede Woche. Wenn es aber um den Propheten geht, wird es Provokation genannt. Erst darf man nicht Mohammed zeichnen, dann nicht mehr einen radikalen Muslim, und jedes Mal wird es heißen: Das ist eine Provokation für einen Muslim. Ist die Pressefreiheit eine Provokation? Ich rufe strenggläubige Muslime ebenso wenig auf, ‚Charlie Hebdo‘ zu lesen, wie ich in eine Moschee gehe, um einen Diskurs anzuhören, der meinen Überzeugungen widerspricht. Wir halten uns an die Gesetze der Republik und des Rechtsstaats.“ Die Zeichnungen würden nur diejenigen schockieren, die schockiert sein wollen.
Die Polizei ergriff Maßnahmen zum Schutz der Redaktionsräume. Wegen befürchteter terroristischer Ausschreitungen durch islamistische Radikale beschloss die französische Regierung, etwa 20 französische Einrichtungen (Konsulate, Kulturcenter, internationale Schulen und einige Botschaften) zu schließen.
Die französische Regierung kritisierte Charlie Hebdo für den Zeitpunkt der Veröffentlichung der Karikaturen. Die Opposition forderte jedoch mehrheitlich, sich nicht von Drohungen einschüchtern zu lassen und erpressbar zu machen. So verlangte z. B. der ehemalige französische Premierminister François Fillon, man dürfe in diesem Feld nicht nachgeben.
In Deutschland forderten zugleich Vertreter der CSU, darunter Johannes Singhammer und Horst Seehofer, die Verschärfung des §166 StGB (Beschimpfung von Bekenntnissen, Religionsgesellschaften und Weltanschauungsvereinigungen); die Forderung wurde vom Bamberger Erzbischof Ludwig Schick unterstützt, von muslimischen Verbänden, der evangelischen Kirche und Bundeskanzlerin Angela Merkel hingegen abgelehnt.
Am 2. Januar 2013 veröffentlichte Charlie Hebdo eine Comic-Biographie von Mohammed (La Vie De Mahomet). Die iranische Regierung protestierte dagegen und nannte die Veröffentlichung im Voraus eine „religiöse Beleidigung“ beziehungsweise nach dem Erscheinen „Teil einer zionistischen Islamophobie-Kampagne“.
Anfang März 2013 wurde Charbonnier als eine von zehn Persönlichkeiten „tot oder lebendig wegen Verbrechen gegen den Islam“ in dem dem Al-Qaida-Zweig AQAP zugeschriebenen Magazin Inspire „zur Fahndung“ ausgeschrieben unter den Slogans „Eine Kugel am Tag schützt vor Ungläubigen“ und „Verteidigt den Propheten Mohammed, Friede sei mit ihm“.

### Anschlag 2015

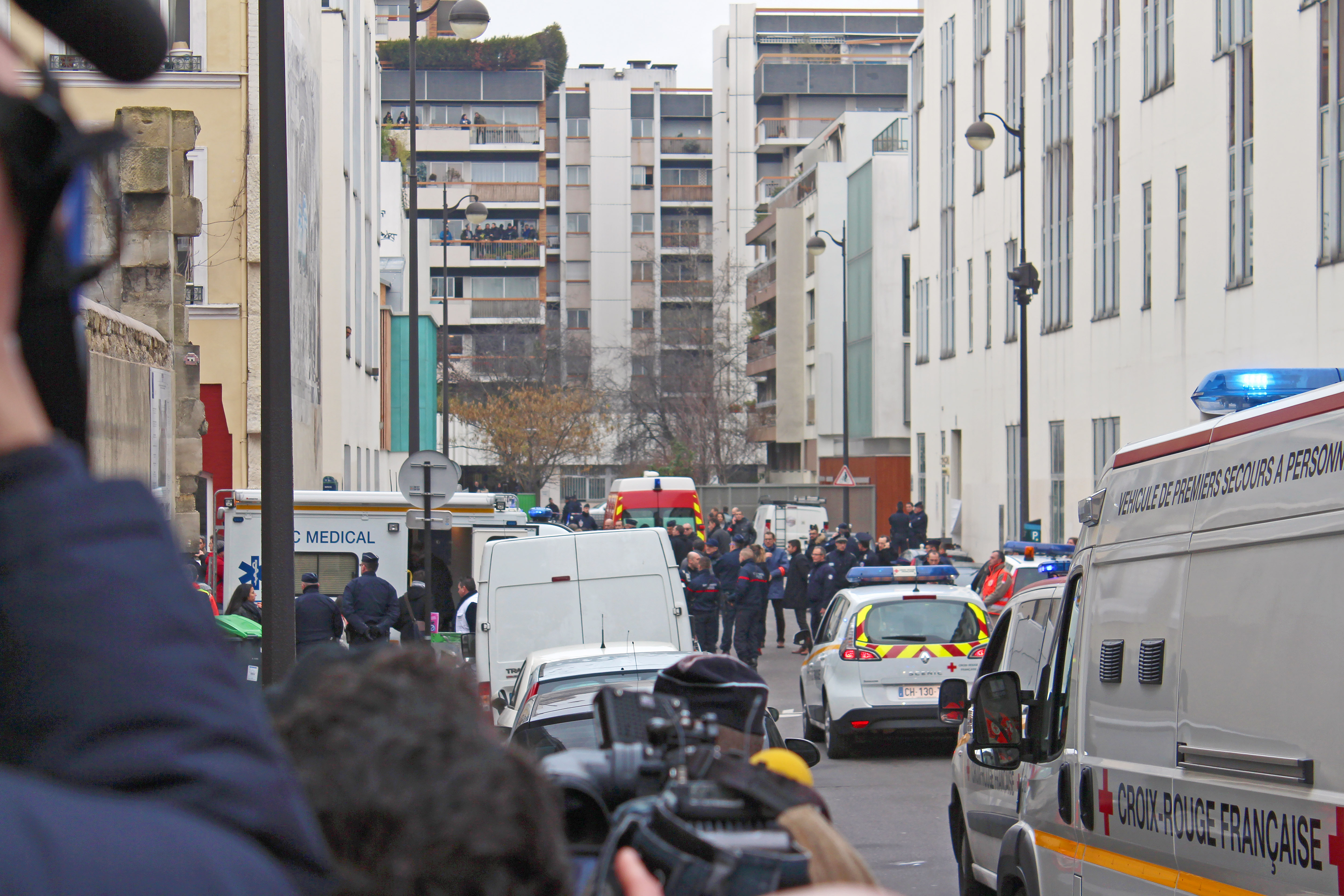
Stunden nach dem Anschlag

Am 7. Januar 2015 wurde während der wöchentlichen Redaktionskonferenz ein islamistisch motivierter Terroranschlag auf die Mitarbeiter von Charlie Hebdo verübt, bei dem zwei maskierte Männer in die Redaktionsräume in der Rue Nicolas-Appert, mitten im Zentrum von Paris, eindrangen und mit Sturmgewehren zwölf Menschen erschossen, darunter den Herausgeber und Zeichner Stéphane Charbonnier („Charb“), die Zeichner Jean Cabut („Cabu“), Bernard Verlhac („Tignous“), Philippe Honoré und Georges Wolinski, den Journalisten und Mitinhaber des Blattes Bernard Maris („Oncle Bernard“), als einzige Frau die jüdische Kolumnistin Elsa Cayat, den Lektor Mustapha Ourrad sowie zwei Polizisten. Mindestens 20 weitere Personen wurden verletzt, einige davon schwer.
Während der Tat riefen die Täter Parolen wie Allahu akbar („Gott ist am größten“) und On a vengé le prophète! („Wir haben den Propheten gerächt“). Die beiden Täter wurden noch während ihrer drei Tage andauernden Flucht als die Brüder Chérif und Saïd Kouachi identifiziert. Am 9. Januar 2015 verschanzten sie sich schließlich in Dammartin-en-Goële nordöstlich von Paris in einer Druckerei.
In Verbindung mit dem Anschlag erschoss der polizeibekannte Kleinkriminelle und Dschihadist Amedy Coulibaly am 8. Januar eine Polizistin und verletzte einen Straßenreiniger schwer. Am Tag darauf überfiel er dann gezielt „wegen der Juden“ einen jüdischen Supermarkt im Osten von Paris und nahm dort mehrere Geiseln, von denen er vier während der Geiselnahme erschoss.
Er forderte freien Abzug für die Kouachi-Brüder.
Coulibaly bestätigte einem Fernsehsender gegenüber, dass er sich mit den Kouachi-Brüdern „für den Anfang dieser Operationen abgesprochen“ habe und er für den Islamischen Staat (IS) kämpfe. Bei der koordinierten Erstürmung der beiden Schauplätze am frühen Abend durch die Polizei wurden alle drei Attentäter getötet.

Weltweit gingen Menschen spontan auf die Straße, viele trugen Plakate mit der Solidaritätsbekundung Je suis Charlie („Ich bin Charlie“)

Nach dem Anschlag kam es noch am selben Abend und an den darauf folgenden Tagen in zahlreichen französischen und anderen europäischen Städten zu spontanen Solidaritätskundgebungen. Allein in Paris demonstrierten am Abend des 7. Januar etwa 35.000 Menschen; viele zeigten Kerzen oder Stifte und Plakate mit der Aufschrift Je suis Charlie („Ich bin Charlie“). Dieser Ausspruch war zuvor von Redaktionsmitgliedern auf der Internetseite von Charlie Hebdo in mehreren Sprachen veröffentlicht worden. Auch am 9. Januar versammelten sich Menschen zu Solidaritätskundgebungen; diesmal etwa 700.000 in ganz Frankreich. Am 11. Januar beteiligten sich im Land schließlich mindestens 3,7 Millionen Menschen an Trauermärschen, davon etwa 1,2 bis 1,6 Millionen am zentralen Trauermarsch in Paris. Ebenfalls anwesend waren die französische Regierung und etwa 50 Staats- und Regierungschefs.

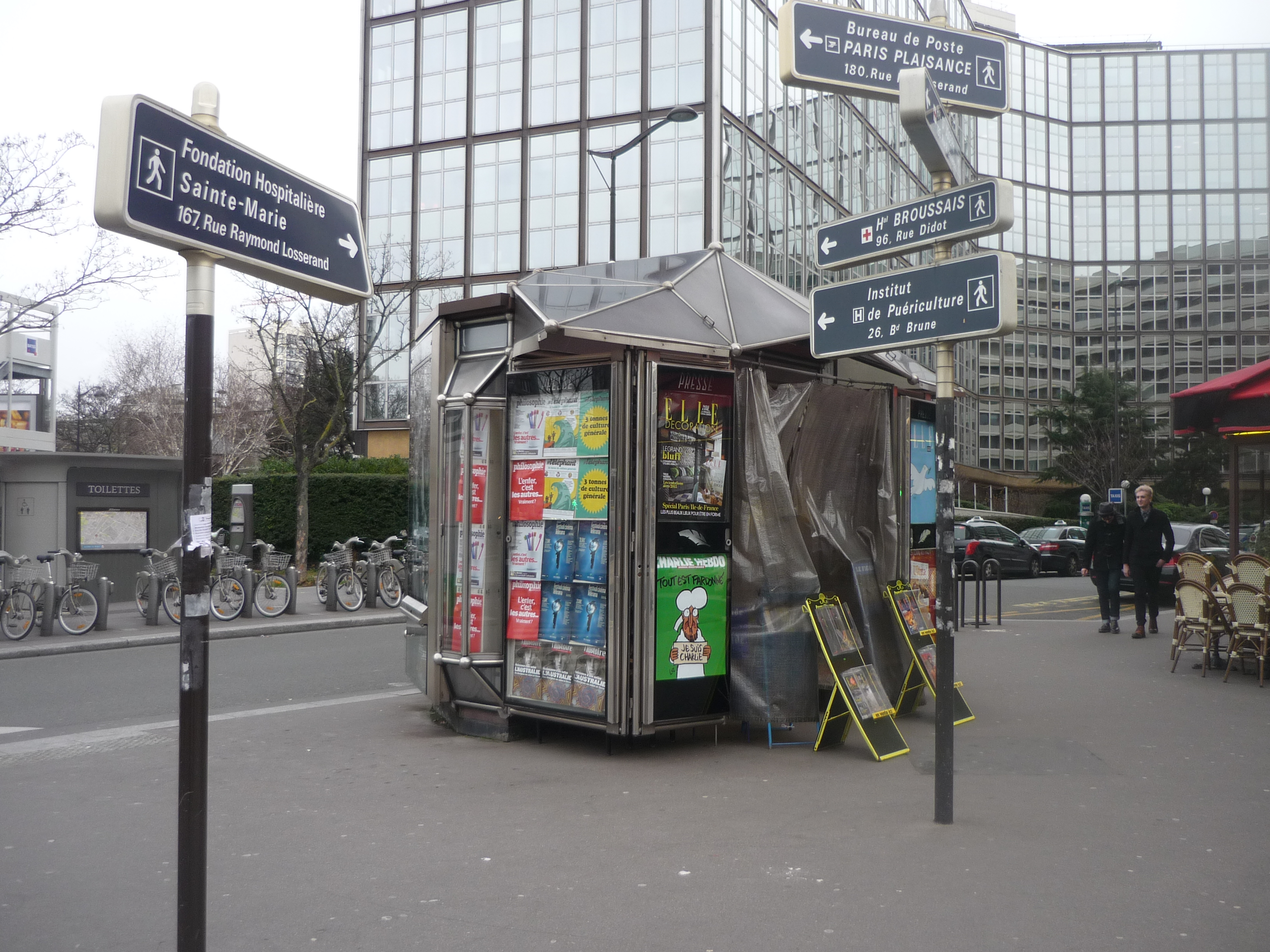
Das vom Zeichner Luz angefertigte Titelblatt der ersten Ausgabe nach dem Anschlag vom 7. Januar 2015 an einem Zeitungsstand in Paris.

Die überlebenden Redakteure der Zeitschrift kündigten für den 14. Januar 2015 eine reguläre Ausgabe mit dem Titel Le Journal des Survivants („Das Journal der Überlebenden“) an und erklärten, der Zeichenstift werde immer der Barbarei überlegen sein. Die Arbeit begann zwei Tage nach dem Anschlag auf das Bürogebäude in den Räumen der linksliberalen Tageszeitung Libération unter der Leitung des Chefredakteurs Gérard Biard. Am 13. Januar wurde die Ausgabe, die auch Beiträge der getöteten Zeichner und Journalisten enthielt, der Öffentlichkeit vorgestellt. Tags darauf kam sie mit einer geplanten Auflage von drei Millionen Exemplaren in den Handel, die Erstauslieferung von einer Million war innerhalb kürzester Zeit vergriffen. Daraufhin wurde die Auflage auf zunächst fünf, später sieben Millionen Exemplare erhöht und zudem auf der Webseite als App angeboten. Damit ist sie die historisch meistgedruckte Ausgabe einer Zeitschrift in Frankreich. Üblicherweise werden bei einer Auflage von 60.000 etwa 30.000 Hefte verkauft. Diesmal erschien Charlie Hebdo zudem in 16 Sprachen und wurde zu mehreren hunderttausend Exemplaren (für gewöhnlich nur knapp 4000) in 25 Länder verkauft. Das Titelbild zeigt die Karikatur eines weinenden Mohammed, der unter der Überschrift Tout est pardonné („Alles ist vergeben“) ein Schild mit der Aufschrift Je suis Charlie in den Händen hält.
Am 19. Januar wurde bekanntgegeben, dass der Zeichner Laurent Sourisseau („Riss“), der das Attentat verletzt überlebte, die Leitung des Magazins zusammen mit Chefredakteur Gérard Biard übernimmt. Am 1. Februar teilte die Redaktion auf ihrer Webseite mit, dass das Erscheinen der Satirezeitschrift für einige Wochen ausgesetzt werde, da die Mitarbeiter müde und erschöpft seien. Ab dem 25. Februar wurde dann wieder im üblichen Rhythmus publiziert. Die Auflage der ersten beiden regulären Ausgaben lag bei 2,5 bzw. 1,5 Millionen Exemplaren.
In den ersten zwei Monaten nach dem Attentat erzielte Charlie Hebdo allein durch Zeitschriftenverkäufe einen Gewinn von über 20 Millionen Euro, zusätzlich gingen viele Spenden ein. Während die Einnahmen durch Spenden allein den Hinterbliebenen der Getöteten zugutekommen sollen, wird der Umgang mit den Verkaufseinnahmen noch diskutiert. Das Geld soll unter anderem dafür verwendet werden, eine Stiftung zum Thema Meinungsfreiheit zu gründen. Zudem sollen elf Redakteure bei einer Redaktionskonferenz ein Teilhabe-Modell vorgeschlagen haben, das alle Angestellten zu gleichberechtigten Teilhabern werden lässt. Bisher gehört die Zeitschrift zu jeweils 40 % den Eltern des getöteten Herausgebers Charb sowie dem verletzten Zeichner Riss und zu 20 % dem Manager Eric Portheault.
Im April 2015 sagte der Zeichner Luz, dass er keine Mohammed-Karikaturen mehr zeichnen werde. Er sei ihrer überdrüssig wie bei Nicolas Sarkozy. Auch Riss erklärte gegenüber dem Stern: „Wir haben Mohammed gezeichnet, um das Prinzip zu verteidigen, dass man zeichnen darf, was man will“, aber nun seien andere an der Reihe. Er selbst würde Mohammed heute nicht mehr zeichnen.

#### Deutsche Ausgabe 2016 bis 2017
Am 1. Dezember 2016 wurde die erste deutsche Ausgabe mit einer Auflage von 200.000 Exemplaren veröffentlicht, die zum großen Teil aus übersetzten Beiträgen der französischen Ausgabe besteht. Wie die französische erschien auch die deutsche Ausgabe wöchentlich. Am 29. November 2017 wurde die deutsche Ausgabe wegen zu geringer Leserschaft eingestellt.

#### Weitere Entwicklung und Verurteilung der mutmaßlichen Helfer
Am 2. September 2020, zu Beginn der Gerichtsverhandlungen gegen mutmaßliche Mittäter des Anschlags auf Charlie Hebdo, veröffentlichte Charlie Hebdo in einer Sonderausgabe die Mohammed-Karikaturen erneut. Am 25. September kam es vor dem Bürogebäude von Charlie Hebdo in Paris zu einem Angriff, bei dem vier Personen mit einem Fleischermesser verletzt wurden, darunter zwei Personen schwer. Der mutmaßliche Täter gestand daraufhin, dass die Motivation für die Attacke die Wiederveröffentlichung der Karikaturen gewesen sei. Der französische Innenminister Gérald Darmanin stufte den Angriff als terroristischen Akt ein, nachdem Al-Qaida eine Reaktion auf den erneuten Druck der Karikaturen angekündigt hatte. Am 16. Oktober wurde in Conflans-Sainte-Honorine ein Geschichtslehrer enthauptet, der die Karikaturen der Zeitschrift gezeigt hatte, nachdem sie im September neu abgedruckt worden waren. Der Lehrer wollte dabei seine Klasse bezüglich Meinungs- und Pressefreiheit sensibilisieren. Der Täter wurde nach seiner Flucht von der Polizei erschossen. Infolgedessen wurden neun Personen verhaftet, welche im Zusammenhang mit dem Mord stehen sollen. Emmanuel Macron nannte diese Tat einen „eindeutig islamistisch motivierten Terroranschlag“.
Im Dezember 2020 verurteilte ein Pariser Gericht mehrere Angeklagte wegen Beihilfe zu hohen Haftstrafen. Der Hauptbeschuldigte Ali Riza Polat wurde der Beihilfe zu Verbrechen mit Terrorhintergrund für schuldig befunden und zu einer Haftstrafe von 30 Jahren verurteilt. 13 weitere Angeklagte wurden zu Haftstrafen zwischen vier Jahren Gefängnis und lebenslanger Haft verurteilt. Drei Angeklagte wurden zum Zeitpunkt des Urteilsspruchs mit internationalem Haftbefehl gesucht – gegen sie erging das Urteil in Abwesenheit.

## Rezeption
Die Satirezeitschrift wird seit Anbeginn von verschiedenen Seiten, vor allem von Religionsvertretern, kritisiert. Insbesondere im Zusammenhang mit veröffentlichten Mohammed-Karikaturen und den Anschlägen kam es neben einem deutlichen Übergewicht an Solidarisierungsbekundungen auch zu teils scharfer Kritik und Protesten in einigen muslimischen Ländern. Die liberale Pariser Abendzeitung Le Monde wertete anlässlich der Vorwürfe einer angeblichen Islamfeindlichkeit der Satirezeitschrift im Frühjahr 2015 alle Titel des letzten Jahrzehnts aus und belegte so, dass Charlie Hebdo sich wesentlich häufiger über politische Figuren oder Katholiken satirisch auslasse als über Muslime oder Islamisten. Charlie Hebdo sei „nicht vom Islam besessen“.
Der Mitgründer Henri Roussel (Pseudonym „Delfeil de Ton“) erklärte nach dem Attentat 2015, der dabei getötete Chefredakteur Stéphane Charbonnier („Charb“) habe das Team „in den Tod getrieben“. Er frage sich, „was ihn dazu gebracht [hat], zu denken, das Team dazu bringen zu müssen, es zu übertreiben?“ Zuvor schon hatte er „Charb“ vorgeworfen, die Zeitschrift „in ein zionistisches und islamfeindliches Organ zu verwandeln.“ Der Präsident des umstrittenen Islamischen Zentralrats der Schweiz, Nicolas Blancho, warf der Zeitschrift vor, mit der ersten Ausgabe nach den Anschlägen weiter „Öl ins Feuer zu gießen“ und „geistige Brandstiftung“ zu betreiben, die „ebenso gefährlich wie Extremismus“ sei. Der türkische Ministerpräsident Ahmet Davutoğlu empfand die Mohammed-Karikatur der Titelseite der ersten Ausgabe nach den Anschlägen als eine „schwere Provokation“ und stufte sie als „Beleidigung des Propheten“ ein. Papst Franziskus äußerte anlässlich eines Besuchs auf den Philippinen, man dürfe sich nicht über den Glauben der anderen lustig machen.
Für den Tagesspiegel kommentierte Bernd Matthies, den Anschlag im Januar 2015 hätte es „sehr wahrscheinlich [...] nicht gegeben, wenn Charbonnier rechtzeitig beschlossen hätte, seine satirischen Attacken mehr auf die französische Regierung, auf Marine Le Pen oder andere mächtige Schlüsselgestalten der Politik zu fokussieren“. Das Attentat sei damit zwar nicht entschuldigt, aber „es enthebt Satiriker nicht der Pflicht, über die Ziele ihrer Arbeit nachzudenken“. In einer Replik kritisierte Gideon Böss dies scharf als eine Relativierung und somit Entschuldigung des Verbrechens: „Wer nicht mutig genug ist, die Pressefreiheit gegen die zu verteidigen, die sie gewaltsam bekämpfen, muss sich dafür nicht rechtfertigen. [...] Wenn andere aber mutiger sind, sich den Feinden der Freiheit entgegenstellen und dafür einen fürchterlichen Preis zahlen, sollte man als Feigling zumindest den Anstand haben, ihnen nicht ‚selbst schuld‘ ins Grab nachzurufen.“
In einem Kommentar in der taz wandte sich Deniz Yücel vehement sowohl gegen die Vereinnahmung der dezidiert linksliberalen Zeitung und der Ermordeten durch rechte Islamfeinde als auch gegen die wieder aufflammende und schon in den Vorjahren regelmäßig vorgetragene Kritik an Charlie Hebdo, religiöse Gefühle zu verletzen, zu „provozieren“ und somit letztlich eine Mitschuld zu tragen. Ebenfalls kritisierte er die Haltung, „die Morde von Paris hätten nichts mit dem Islam zu tun“, da es „den Islam“ nicht gebe. Er erinnerte daran, dass Charlie Hebdo stets alle Seiten verspottet habe.
Der Islamkritiker Hamed Abdel-Samad sieht in den Karikaturen von Charlie Hebdo ein Geschenk für Muslime. Sie seien eine Chance, „entspannter mit heiligen Texten und Symbolfiguren umzugehen“ und „zu lernen, dass nur schwache Gedanken eine hohe Mauer der Einschüchterung brauchen, um sie zu beschützen“. Die Karikaturen seien „eine Art Schocktherapie“, um zu erkennen, dass nicht das Ansehen des Islam im Westen das Problem ist, „sondern was in seinem Namen geschieht“.
Das PEN American Center verlieh der Zeitschrift im Mai 2015 einen Preis für Meinungsfreiheit und im September 2015 erhielt das Magazin im Rahmen der internationalen Medienkonferenz M100 Sanssouci Colloquium in Potsdam den M100 Media Award für das Recht auf freie Meinungsäußerung.
Als Nebenschauplatz ist der Anschlag auf die Charlie-Hebdo-Redaktion 2015 in die Handlung des Romans Oberkampf, der im August 2020 erschien, von Schriftsteller Hilmar Klute eingewoben.